# Liste des ponts en porte-à-faux les plus longs du monde
Cette liste des ponts en porte-à-faux les plus longs du monde recense les ponts à poutre en porte-à-faux présentant les plus grandes portées (distance entre les piles de la travée principale), classées par ordre décroissant de longueur.

## Ponts en porte-à-faux terminés
Cette liste ne comprend que les ponts en porte-à-faux routiers ou ferroviaires. Elle n'inclut pas les ponts suspendus, les ponts à haubans ou les passerelles.
|                                                  | Rang | Nom                                                                 | Lieu                             | Pays       | Portée principale (en m) | Mise en service                                                     |
| ------------------------------------------------ | ---- | ------------------------------------------------------------------- | -------------------------------- | ---------- | ------------------------ | ------------------------------------------------------------------- |
|                                                  | 1    | Pont de Québec (plus grande portée de 1917 à aujourd’hui)           | Québec / Lévis                   | Canada     | 549                      | 1917                                                                |
|                                                  | 2    | Forth Bridge (pont ferroviaire) (plus grande portée de 1890 à 1917) | Édimbourg/Fife                   | Écosse     | 521 (2x)                 | 1890                                                                |
|                                                  | 3    | Pont de Minato                                                      | Osaka                            | Japon      | 510                      | 1973                                                                |
|                                                  | 4    | Pont Commodore Barry                                                | Chester                          | États-Unis | 501                      | 1974                                                                |
|                                                  | 5    | Crescent City Connection (2 travées)                                | La Nouvelle-Orléans              | États-Unis | 480                      | 1958 (pont est) 1988 (pont ouest)                                   |
|                                                  | 6    | Pont de Howrah                                                      | Kolkata                          | Inde       | 457                      | 1943                                                                |
|                                                  | 7    | Veterans Memorial Bridge (Gramercy Bridge)                          | Louisiane                        | États-Unis | 445                      | 1995                                                                |
|                                                  | 8    | San Francisco-Oakland Bay Bridge (pont Est)                         | San Francisco                    | États-Unis | 427                      | 1936 Démantelé en 2014                                              |
|                                                  | 9    | Horace Wilkinson Bridge                                             | Bâton-Rouge                      | États-Unis | 376                      | 1968                                                                |
|                                                  | 10   | Pont Tappan Zee                                                     | New York                         | États-Unis | 369                      | 1955 (détruit le 15/01/2019)                                        |
|                                                  | 11   | Lewis and Clark Bridge                                              | Longview                         | États-Unis | 366                      | 1930                                                                |
|                                                  | 12   | Pont de Queensboro                                                  | New York                         | États-Unis | 360                      | 1909                                                                |
|                                                  | 13   | Pont des Amériques                                                  | Panamá                           | Panama     | 344                      | 1962                                                                |
|                                                  | 14   | Carquinez Bridge (2 travées)                                        | Vallejo, Californie              | États-Unis | 335 x2                   | 1927 (pont sud), démoli en 2007 1958 (pont nord)                    |
|                                                  | 15   | Ironworkers Memorial Second Narrows Crossing                        | Vancouver                        | Canada     | 335                      | 1961                                                                |
|                                                  | 16   | Pont Jacques-Cartier                                                | Montréal                         | Canada     | 334                      | 1930                                                                |
|                                                  | 17   | Hart Bridge                                                         | Jacksonville                     | États-Unis | 332                      | 1967                                                                |
|                                                  | 18   | Richmond-San Rafael Bridge                                          | Richmond                         | États-Unis | 326 x2                   | 1956                                                                |
|                                                  | 19   | John P. Grace Memorial Bridge                                       | Charleston, Caroline du Sud      | États-Unis | 320                      | 1929 (démoli en 2006)                                               |
|                                                  | 20   | Newburgh-Beacon Bridge                                              | Newburgh                         | États-Unis | 305                      | 1963 (pont ouest) 1981 (pont est)                                   |
|                                                  | 21   | Stolma Bridge                                                       | Austevoll                        | Norvège    | 301                      | 1998                                                                |
|                                                  | 22   | Raftsund Bridge                                                     | Vesterålen                       | Norvège    | 298                      | 1998                                                                |
|                                                  | 23   | Sundøy Bridge                                                       | Comté de Nordland                | Norvège    | 298                      | 2003                                                                |
|                                                  | 24   | Martin Luther King Bridge                                           | Saint-Louis (Missouri)           | États-Unis | 294                      | 1950                                                                |
|                                                  | 25   | Story Bridge                                                        | Brisbane                         | Australie  | 282                      | 1940                                                                |
|                                                  | 26   | Pont du Bras de la Plaine                                           | Ile de la Réunion                | France     | 280                      | 2002                                                                |
|                                                  | 27   | Caruthersville Bridge                                               | Caruthersville                   | États-Unis | 280                      | 1975                                                                |
|                                                  | 28   | Silver Memorial Bridge                                              | Henderson                        | États-Unis | 274                      | 1969                                                                |
|                                                  | 29   | Hi Carpenter Memorial Bridge                                        | St. Marys (Virginie-Occidentale) | États-Unis | 274                      | 1987                                                                |
|                                                  | 30   | Carl Perkins Bridge                                                 | Portsmouth (Ohio)                | États-Unis | 274                      | 1987                                                                |
|                                                  | 31   | Blue Water Bridge                                                   | Port Huron                       | États-Unis | 265                      | 1938                                                                |
|                                                  | 32   | Vicksburg Bridge                                                    | Vicksburg (Mississippi)          | États-Unis | 263                      | 1973                                                                |
|                                                  | 33   | Sunshine Skyway Bridge (2 travées)                                  | Tampa                            | États-Unis | 263                      | 1954 (pont nord), démoli en 1993 ; 1969 (pont sud), détruit en 1980 |
|                                                  | 34   | Foresthill Bridge                                                   | Foresthill (Californie)          | États-Unis | 263                      | 1972                                                                |
|                                                  | 35   | Gateway Bridge                                                      | Brisbane, Queensland             | Australie  | 260                      | 1986                                                                |
|                                                  | 36   | New Varodd Bridge                                                   | Kristiansand                     | Norvège    | 260                      | 1993                                                                |
|                                                  | 37   | Huey P. Long Bridge                                                 | Bâton-Rouge                      | États-Unis | 258 x2                   | 1940                                                                |
|                                                  | 38   | Natchez-Vidalia Bridge                                              | Natchez (Mississippi)            | États-Unis | 258 x2                   | 1940 (pont ouest) 1988 (pont est)                                   |
| Lien photo                                       | 39   | Cornwall Bridge                                                     | Cornwall (Ontario)               | Canada     | 257                      | 1899                                                                |
|                                                  | 40   | Brownville Bridge                                                   | Brownville                       | États-Unis | 257                      | 1939                                                                |
|                                                  | 41   | Benjamin G. Humphreys Bridge                                        | Greenville (Mississippi)         | États-Unis | 257                      | 1940                                                                |
|                                                  | 42   | Helena Bridge                                                       | Helena (Arkansas)                | États-Unis | 257                      | 1961                                                                |
|                                                  | 43   | Brent Spence Bridge                                                 | Covington (Kentucky)             | États-Unis | 253                      | 1963                                                                |
|                                                  | 44   | Old Vicksburg Bridge                                                | Vicksburg (Mississippi)          | États-Unis | 251                      | 1930                                                                |
|                                                  | 45   | Sunshine Bridge                                                     | St. James Parish                 | États-Unis | 251                      | 1964                                                                |
|                                                  | 46   | George Rogers Clark Memorial Bridge                                 | Louisville (Kentucky)            | États-Unis | 250 x2                   | 1929                                                                |
| de nombreux ponts avec des portées moins longues |      |                                                                     |                                  |            |                          |                                                                     |

Cette liste est peut-être incomplète. Merci de la compléter au besoin.